# Nati nel 955
| Questa pagina contiene informazioni ricavate automaticamente dalle voci biografiche con l'ausilio del template Bio e di un bot. L'aggiornamento è periodico e automatico e ricostruisce completamente la pagina. Se manca una persona in questa lista, sei pregato di non aggiungerla, ma accertati piuttosto che la sua voce biografica contenga il template Bio e che i dati anagrafici siano correttamente compilati. Se il template Bio manca, inseriscilo tu stesso o, in alternativa, metti l'avviso {{tmp\|Bio}} che ne segnala la mancanza. Se i dati riportati sono sbagliati, correggi direttamente la voce biografica; le modifiche saranno visibili in questa lista entro pochi giorni. Per chiarimenti vedi il progetto biografie. La lista contiene solo le 7 persone che sono citate nell'enciclopedia e per le quali è stato implementato correttamente il template Bio. Pagina aggiornata al 18 lug 2025. |

- 10 maggio - Al-'Aziz bi-llah, imam arabo († 996)
- Eutimio l'Atonita, monaco cristiano georgiano († 1028)
- Papa Giovanni XVII, papa italiano († 1003)
- Gontiero di Turingia, santo tedesco († 1045)
- Landolfo IV di Benevento, principe longobardo († 982)
- Matilda di Quedlinburg, badessa tedesca († 999)
- Teofano Scleraina († 991)